# Modoc (Carolina del Sur)
Modoc es un lugar designado por el censo ubicado en el condado de McCormick, en el estado estadounidense de Carolina del Sur. La localidad en el año 2000 tiene una población de 256 habitantes en una superficie de 18.5 km², con una densidad poblacional de 11.4 personas por km². 

## Geografía
Modoc se encuentra ubicado en las coordenadas 33°42′53″N 82°13′6″O / 33.71472, -82.21833. Según la Oficina del Censo, el pueblo tiene un área total de 18,5 km² (7,1 mi²), de la cual 10,6 km² (4,1 mi²) es tierra y 8 km² (3,1 mi²) (46.02%) es agua.

## Demografía
En el 2000 la renta per cápita promedia del hogar era de $42.031, y el ingreso promedio para una familia era de $51.429. El ingreso per cápita para la localidad era de $21.666. En 2000 los hombres tenían un ingreso per cápita de $35.536 contra $21.591 para las mujeres. Alrededor del 11.10% de la población estaba bajo el umbral de pobreza nacional. 

### Localidades adyacentes
El siguiente diagrama muestra a las localidades en un radio de 24 kilómetros (14,9 mi) de Modoc.